# Martin Bernal
Martin Gardiner Bernal (* 10. März 1937 in London; † 9. Juni 2013 in Cambridge) war ein britischer Sinologe, Historiker und Politikwissenschaftler. Er war Professor für Politik und Nahoststudien an der Cornell University.
Besonderes Aufsehen erregte sein dreibändiges, kontrovers diskutiertes Werk Black Athena, welches davon ausgeht, dass sich die Kultur des antiken Griechenlands von den Kulturen der Phönizier und Ägypter ableitet und damit der Ursprung der westlichen Zivilisation in Asien und Afrika liege.

## Leben
Martin Bernal wurde 1937 als Sohn des Physikers John Desmond Bernal und der Schriftstellerin Margaret Gardiner in London geboren und wuchs in einem politisch links orientierten Umfeld auf. Der Ägyptologe Alan Gardiner war sein Großvater mütterlicherseits. Bernal besuchte die Dartington Hall School bei Totnes in der Grafschaft Devon. Danach leistete er für zwei Jahre seinen national service. 1957 begann er Orientalistik am King’s College der University of Cambridge zu studieren. Von 1960 bis 1961 studierte er an der Universität Peking. Hier vertiefte Bernal nicht nur seine Kenntnisse in Hochchinesisch, sondern entwickelte auch ein lebenslanges Interesse an der chinesischen Kultur und Geschichte. 1961 erhielt er seinen Abschluss mit first-class honours am King’s College und heiratete seine Kommilitonin Judy Pace. 1963 wurde das erste gemeinsame Kind, eine Tochter, in den Vereinigten Staaten geboren, wo das Ehepaar lebte, da Bernal sein Postgraduales Studium an der University of California, Berkeley und der Harvard University fortsetzte. 18 Monate später, in Cambridge, bekamen die beiden Zwillingssöhne. 1966 promovierte Bernal zum Ph.D. Das Thema seiner Dissertation war der frühe chinesische Sozialismus.
1972 wurde er Associate Professor am Department of Government der Cornell University in Ithaca, New York. 1976 lernte der mittlerweile geschiedene Bernal die Professorin Leslie Miller, welche am Wells College unterrichtete, kennen. Die beiden heirateten und 1979 wurde ein gemeinsamer Sohn geboren. Seine Ehefrau brachte einen Sohn aus einer früheren Ehe mit in die Ehe. 1984 wurde er Adjunct Professor am Department of Near Eastern studies. 1988 wurde er Full Professor an der Cornell University. 2001 erfolgte seine Emeritierung.

## Veröffentlichungen (Auswahl)
- Chinese Socialism to 1907 (1976)
- Black Athena. The Afroasiatic Roots of Classical Civilization (1987, Rutgers University Press)
- Cadmean Letters: The Westward Diffusion of The Semitic Alphabet Before 1400 B.C. (1990)
- Black Athena. Afro-Asiatic Roots of Classical Civilization. The Archaeological and Documentary Evidence (1991, Free Association Books)
- David Chioni Moore (Hrsg.), Martin Bernal: Black Athena Writes Back (2001)
- Black Athena. The Afroasiatic Roots of Classical Civilization, Volume III: The Linguistic Evidence (2006, Rutgers University Press)